# ژانائورا
ژانائورا (به لاتین: Zhanaura) یک روستا در گرجستان است که در شهرداری ازورگتی واقع شده‌است. ژانائورا ۱۵۶ نفر جمعیت دارد و ۱۵۰ متر بالاتر از سطح دریا واقع شده‌است.